# Oliver MacDonald
Joseph Oliver MacDonald, född 20 februari 1904 i Paterson i New Jersey, död 14 april 1973 i Flemington i New Jersey, var en amerikansk friidrottare.
MacDonald blev olympisk mästare på 4 x 400 meter vid sommarspelen 1924 i Paris.